# Movimento Jovem América

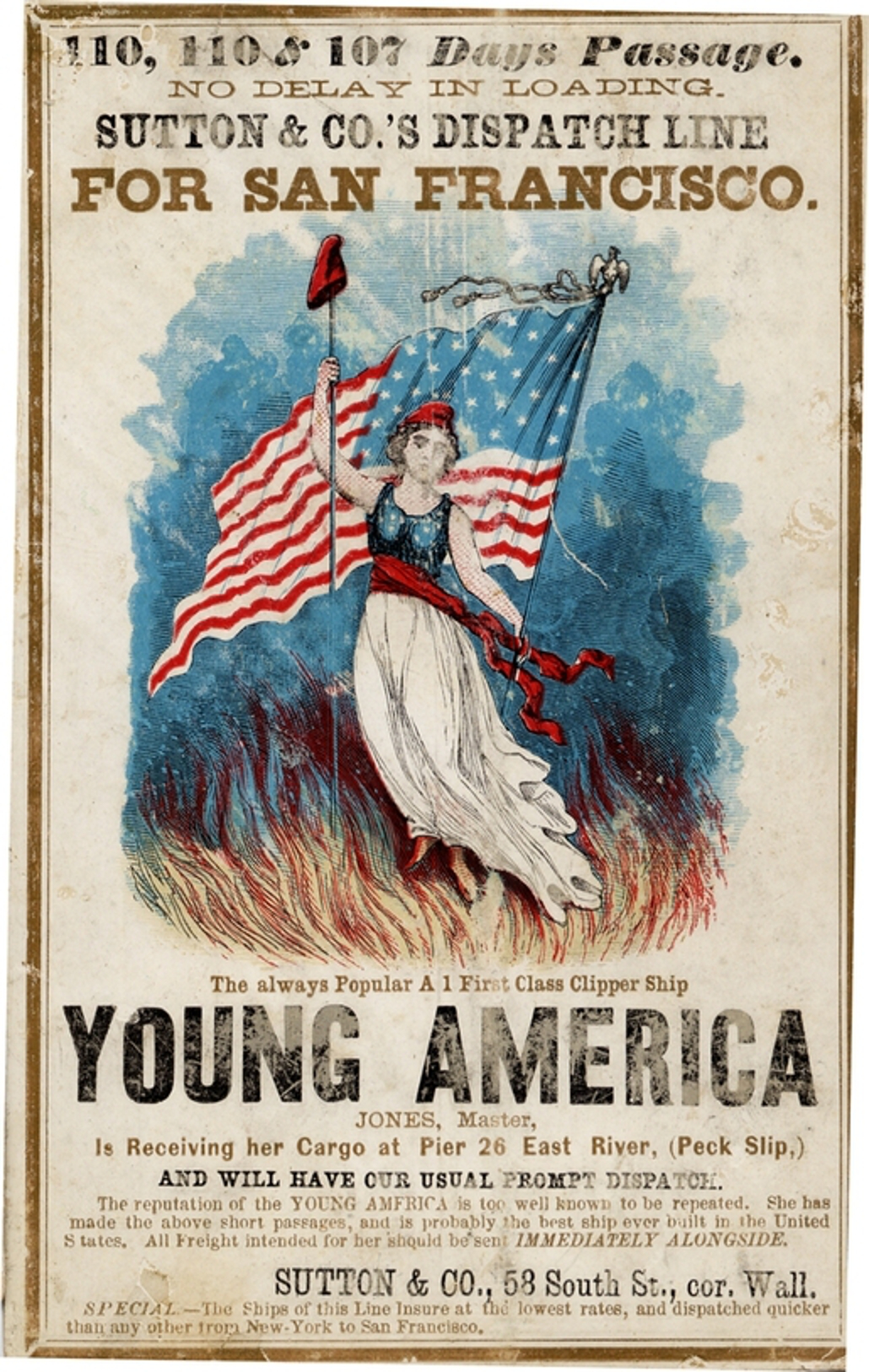
Propaganda para o navio clipper Jovem América

Movimento Jovem América foi uma atitude política e cultural ocorrida nos Estados Unidos em meados do século XIX. Inspirado pelos movimentos de reforma europeus da década de 1830 (como a Jovem Alemanha, Jovem Itália e Jovens hegelianos), o grupo americano foi formado como uma organização política em 1845 por Edwin de Leon e George Henry Evans. Defendia o livre comércio, a reforma social, a expansão para os territórios do sul e o apoio a movimentos republicanos e anti-aristocráticos no exterior. Tornou-se uma facção no Partido Democrata na década de 1850. O senador Stephen A. Douglas promoveu seu programa nacionalista em um esforço infrutífero para comprometer as diferenças seccionais.
John L. O'Sullivan descreveu o propósito geral do movimento Young America em um editorial de 1837 para a Democratic Review:
Todo a história deve ser reescrita; a ciência política e todo o alcance de toda a verdade moral devem ser considerados e ilustrados à luz do princípio democrático. Todos os assuntos antigos de pensamento e todas as novas questões surgidas, ligadas mais ou menos diretamente à existência humana, precisam ser retomados e reexaminados.
O historiador Edward L. Widmer colocou em grande parte O'Sullivan e o Democratic Review na cidade de Nova Iorque no centro do Movimento Jovem América. Nesse sentido, o movimento pode ser considerado principalmente de classe urbana e média, mas com forte ênfase na reforma sociopolítica para todos os americanos, especialmente tendo em conta a crescente população imigrante européia (particularmente os católicos irlandeses) em Nova Iorque na década de 1840.

## Política

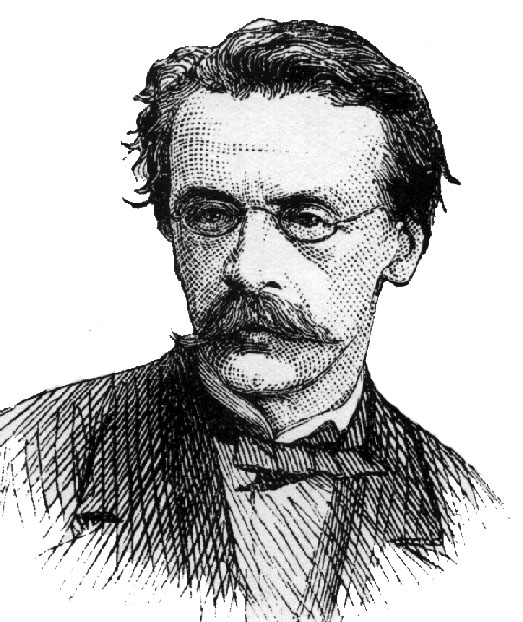
John L. O'Sullivan (1874)

O historiador Yonatan Eyal argumenta que as décadas de 1840 e 1850 foram o auge da facção dos jovens democratas que se chamavam "Jovem América". Liderados por Stephen A. Douglas, James K. Polk e Franklin Pierce, e o financiador novaiorquino August Belmont, esta facção rompeu com as ortodoxias construtivas agrárias e severas do passado e abraçou o comércio, a tecnologia, regulamentação, a reforma e o internacionalismo.
Na política econômica, a Jovem América viu a necessidade de uma infra-estrutura moderna de ferrovias, canais, telégrafos, rodovias com pedágios e portos; endossaram a "Revolução do Mercado" e promoveram o capitalismo. A Jovem América afirmou que a modernização perpetuaria a visão agrária da democracia Jeffersoniana, permitindo que agricultores yeomen vendessem seus produtos e, portanto, prosperassem. Vincularam melhorias internas ao livre comércio, enquanto aceitaram tarifas moderadas como uma fonte necessária de receita do governo. Apoiaram o Tesouro Independente (a alternativa jacksoniana ao Segundo Banco dos Estados Unidos), não como um esquema para anular o privilégio especial da elite endinheirada whigista, mas como um dispositivo para espalhar a prosperidade a todos os americanos.
O declínio do movimento em 1856 foi devido a desafios infrutíferos de líderes "caducos velhos" como James Buchanan, ao fracasso de Douglas em ganhar a nomeação presidencial em 1852, a incapacidade de lidar com a questão da escravidão e ao aumento do isolacionismo e desencanto com a reforma na América.

### Destino Manifesto
Quando O'Sullivan cunhou o termo "Destino Manifesto" num artigo de 1845 para a Democratic Review, ele não pretendia necessariamente que a democracia americana se expandisse por todo o continente pela força. Com efeito, o princípio democrático americano era espalhar por si próprio méritos auto-evidentes. O excepcionalismo americano, muitas vezes ligado ao "Destino Manifesto" de O'Sullivan, foi uma perversão dos anos 1850 que pode ser atribuída ao que Widmer chamou de "Jovem América II". O'Sullivan até afirmou que a democracia americana precisava se expandir para conter seu oponente ideológico (aristocracia)". Ao contrário da Europa, a América não tinha um sistema nem uma nobreza aristocrática contra a qual a Jovem América poderia combater.

### Cultura
Além da promoção da Jovem América da Democracia Jacksoniana na Democratic Review, o movimento também teve um lado literário. Atraiu um círculo de escritores destacados, incluindo William Cullen Bryant, George Bancroft, Herman Melville e Nathaniel Hawthorne. Eles buscaram a independência dos padrões europeus de alta cultura e queriam demonstrar a excelência e o "excepcionalismo" da própria tradição literária dos Estados Unidos. Outros escritores do movimento incluíram Evert Augustus Duyckinck, Cornelius Mathews. Foi Mathews que adotou o nome do movimento. Num discurso entregue em 30 de junho de 1845, ele disse:
Um dos veículos intelectuais da Jovem América foi o jornal literário Arcturus. No livro Mardi (1849), Herman Melville refere-se a isso ao nomear um navio no livro Arcturion e observar que estava "extremamente aborrecido", e que sua equipe tinha um baixo nível literário. A North American Review referiu-se ao movimento "em guerra com bom gosto".

### Escola do Rio Hudson

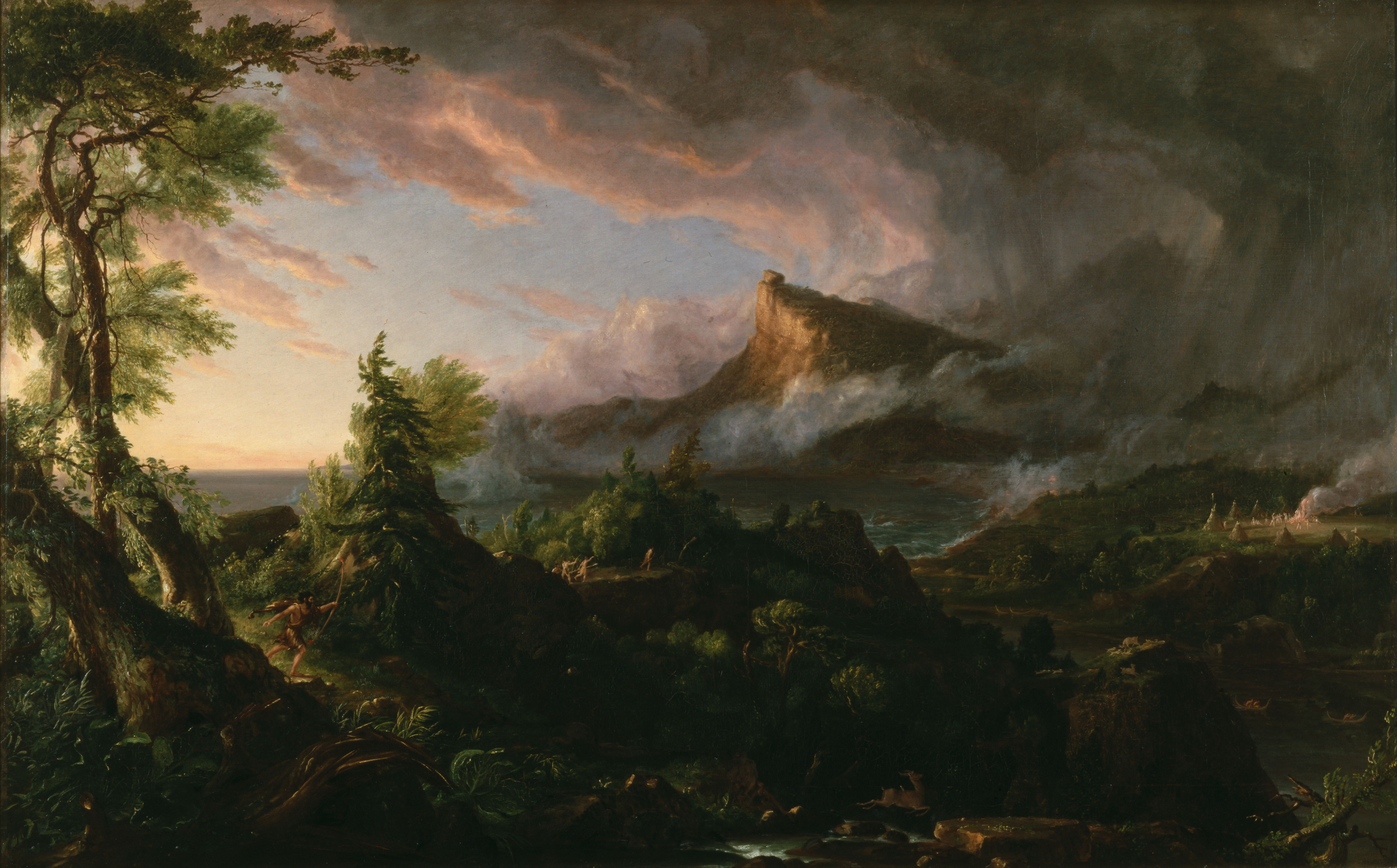
O Curso do Império: O Estado Selvagem por Thomas Cole (1836)

Além da literatura, havia um elemento distinto de arte associado ao Movimento da Nova América. Nas décadas de 1820 e 1830, artistas americanos como Asher Brown Durand e Thomas Cole começaram a surgir. Eles foram fortemente influenciados pelo romantismo, o que resultou em inúmeras pinturas envolvendo a paisagem física. Mas foi William Sidney Mount quem teve conexões com os escritores da Democratic Review. E como um contemporâneo da Escola do Rio Hudson, ele procurou usar a arte na promoção do princípio democrático americano. O coorte de O'Sullivan na Review, Evert Augustus Duyckinck, estava particularmente "ansioso para lançar um movimento artístico auxiliar" que complementava a Jovem América.

## Jovem América II
No final de 1851, a Democratic Review foi adquirida por George Nicholas Sanders. Semelhante a O'Sullivan, Sanders acreditava no valor inerente de um relacionamento literário-político, em que a literatura e a política poderiam ser combinadas e usadas como instrumento de progresso sócio-político. E, embora ele "trouxe O'Sullivan de volta à prega como editor", o "jingoísmo [do periódico] alcançou um tom ainda mais alto do que a estridência [original] de apito de cachorro de O'Sullivan". Mesmo o representante democrata John C. Breckinridge observou em 1852:
A mudança de tom e partidarismo na Democratic Review que Breckinridge mencionou foi principalmente uma reação do Partido Democrata cada vez mais dividido ao crescimento do movimento Solo Livre, que ameaçava dissolver qualquer semblante de unidade Democrática que permanecesse.

### Ascensão do Republicanismo Trabalhista
Em meados da década de 1850, Democratas do Solo Livre (aqueles que seguiram David Wilmot e seu Proviso) e Whigs anti-escravidão se uniram para formar o Partido Republicano. Os Democratas de Nova Iorque da Jovem América que se opuseram à escravidão viram uma oportunidade para expressar seus sentimentos abolicionistas. Como resultado, o New-York Tribune de Horace Greeley começou a substituir a Democratic Review como a saída central para a política em constante evolução da Jovem América. Na verdade, o Tribune de Greeley tornou-se um importante defensor da abolição, mas também da reforma da terra e do trabalho.

A causa combinada da reforma da terra e do trabalho talvez tenha sido melhor exemplificada pela Associação Nacional da Reforma (ANR) de George Henry Evans. Em 1846, Evans afirmou: 
Eventualmente, ex-membros da facção radical Locofoco no Partido Democrata reconheceram o potencial de reorganizar o sistema trabalhista da cidade de Nova Iorque em torno de princípios como o bem comum. Em contraste com a Europa nos dias das revoluções de 1848, a América não tinha um establishment aristocrático contra o qual a Jovem América poderia confrontar em protesto.